# Pirwa
Pirwa war ein hethitischer Pferdegott, mit dem Epithet parḫant- „galoppierend“. Er zeigt kriegerische Züge und legt Furcht ins Herz.

## Götterkreis von Kanis
Pirwa gehört zum Kreis der Gottheiten von Kaniš. In einem Weinbergritual wurde er zusammen mit Aškašepa („Torgenius“) angerufen, während er in einem bruchstückhaft überlieferten Mythos der Paredros der Göttin Ḫaššuššara („Königin“) ist und zusammen mit Ilali genannt wird. Pirwa und Ḫaššuššara bilden auch in Opferritualen ein Paar und erhalten zusammen unter anderem Ziegenopfer. 
Pirwa, Aškašepa und Ilali sind bereits im  altassyrischen karum von Kaniš (Kültepe; 18. Jh. v. Chr.) als Gottheiten bezeugt. Pirwa (Peruwa) hatte einen eigenen Priester, und sein Name wurde auch nach anatolischem Brauch als Männername benutzt. Auch Ḫašušar ist als Personenname bezeugt, so dass diesem Götterkreis ein hohes Alter zugeschrieben werden kann. Weitere zu diesem Götterkreis gehörende Gottheiten sind Maliya und Ḫašammeli, die ebenfalls in Personennamen aus Kültepe belegt sind.

## Verehrung
Pirwa wurde in hethitischen Statuettenbeschreibungen als ein auf einem Pferd stehender Mann beschrieben, der in der Rechten Zügel und in der Linken eine Peitsche hält. In späterer Zeit konnte in Staatsverträgen an Stelle von Pirwa die mesopotamische Göttin Ištar stehen, die ja auch in männlicher Form auftreten kann. Auch die von den Hethitern und Hurritern verehrte Sterngöttin Pirinkir, eine Erscheinungsform der Ištar, war eng mit Pferden verbunden.
Pirwa wurde unter anderem in den Städten Karaḫna und Šippa verwehrt und hatte in Wiyanawanta einen Tempel. Zudem hatte er ein Felsheiligtum im Gebirge mit Landgütern, wo Pferde, Bergziegen und Schafe weideten.

## Personen
Den Namen Pirwa oder Peruwa trugen mehrere Männer. Der bekannteste unter ihnen ist Peruwa, vermutlich Sohn des ersten hethitischen Großkönigs Anitta im 18. Jh. v. Chr. Aus hethitischer Zeit ist der Schreiber Pirwa bekannt, der Mythen verfasste. In seinen Siegeln schrieb er seinen Namen mit den luwischen Hieroglyphen DEUS.EQUUS („Gott Pferd“).